# غريغور مولبرغر
غريغور مولبرغر (بالألمانية: Gregor Mühlberger)‏ (و. 1994  م) هو راكب دراجة هوائية نمساوي، شارك في طواف فرنسا 2018.

## سباقات أو مراحل فاز بها
| التاريخ       | السباق                                                    | المركز                                         |
| ------------- | --------------------------------------------------------- | ---------------------------------------------- |
| 01 يناير 2014 | 2014 Carpathian Couriers Race                             | الفائز في التصنيف العام                        |
| 22 يونيو 2014 | 2014 Oberösterreich Rundfahrt                             |                                                |
| 01 مارس 2015  | جي بي إيزولا 2015                                         | الفائز في التصنيف العام                        |
| 06 أبريل 2015 | جيرو ديل بلفيدير 2015                                     |                                                |
| 31 مايو 2015  | 2015 Peace Race U23                                       | الفائز في التصنيف العام                        |
| 21 يونيو 2015 | 2015 Oberösterreich Rundfahrt                             | الفائز في التصنيف العام                        |
| 29 أغسطس 2015 | تور دي أفينير 2015                                        | الخامس في تصنيف النقاط، السادس في تصنيف الجبال |
| 31 يوليو 2016 | Rad am Ring 2016                                          | الثاني في التصنيف العام                        |
| 28 مايو 2017  | طواف إيطاليا 2017                                         | العاشر في تصنيف أفضل شاب                       |
| 11 يونيو 2017 | روند أم كولن 2017                                         | الفائز في التصنيف العام                        |
| 25 يونيو 2017 | سباق الطريق للرجال في بطولة النمسا 2017                   | الفائز في التصنيف العام                        |
| 26 يوليو 2020 | طواف سيبيو للدراجات 2020                                  | الفائز في التصنيف العام                        |
| 25 يونيو 2023 | 2023 Austria National Road Cycling Championships - Men RR | الفائز في التصنيف العام                        |

## روابط خارجية
- غريغور مولبرغر على موقع الاتحاد الدولي للدراجات (الإنجليزية)
- غريغور مولبرغر على موقع أرشيف الدراجات (الإنجليزية)
- غريغور مولبرغر على موقع إحصائيات الدراجات الإحترافية (الإنجليزية)
- غريغور مولبرغر على موقع نسبة الدراجات (الإنجليزية)
- غريغور مولبرغر على موقع CycleBase (الإنجليزية)
- غريغور مولبرغر على موقع اللجنة الأولمبية الدولية (الإنجليزية)
- غريغور مولبرغر على موقع أوليمبيديا (الإنجليزية)